# Соулочная
Соулочная (также Ветловая, Асхахач) — правая протока реки Кирганик на полуострове Камчатка в России. Длина водотока — 21 км. Отделяется от Кирганика в 45 км от устья.
Гидроним предположительно имеет ительменское происхождение.
По данным государственного водного реестра России относится к Анадыро-Колымскому бассейновому округу.